# Ullapool
Ullapool (Ullapul ou Ulapul en écossais) est une petite ville située dans le council area du Highland, dans la région de lieutenance de Ross and Cromarty et dans l'ancien comté de Cromartyshire. En dépit de sa petite taille (1 300 habitants), c'est la plus grande zone d'habitation à des kilomètres à la ronde.
Ullapool a été fondée en 1788 en tant que port pour la pêche au hareng, et construit par Thomas Telford, sur la berge est du Loch Broom. Le port est toujours le centre de la ville, et reste destiné à la pêche, mais aussi à la plaisance et constitue le débarcadère des ferries en provenance de Stornoway dans les Hébrides extérieures.  La ville s'enorgueillit aussi d'un petit musée, d'une galerie d'art, d'une piscine, d'un grand nombre de pubs et d'un centre de randonnées.
Différents bateaux se rendent aux Summer Isles, où l'on peut voir des phoques et des oiseaux marins.

## Images

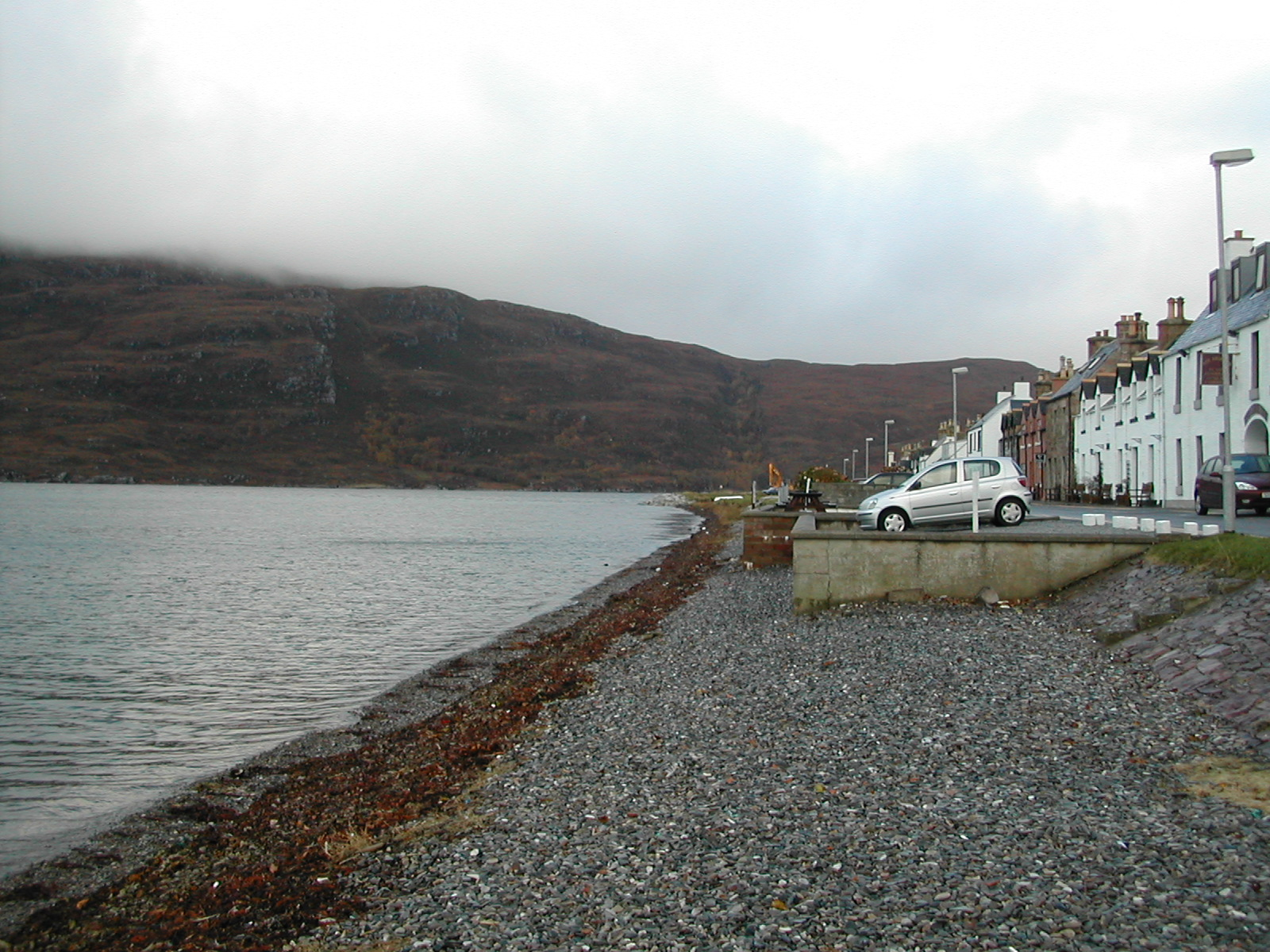
La plage de galets d'Ullapool.

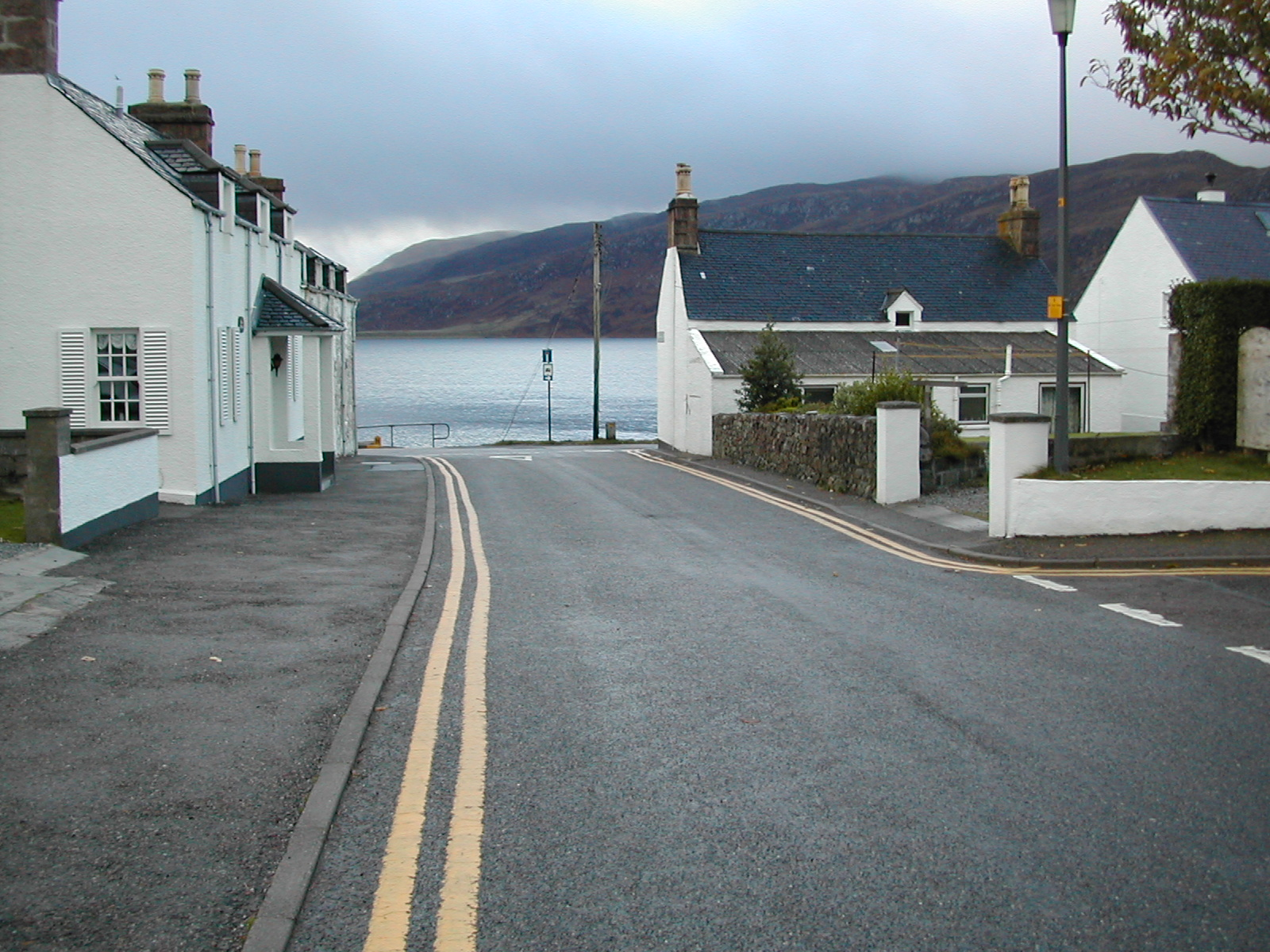
Une rue d'Ullapool.

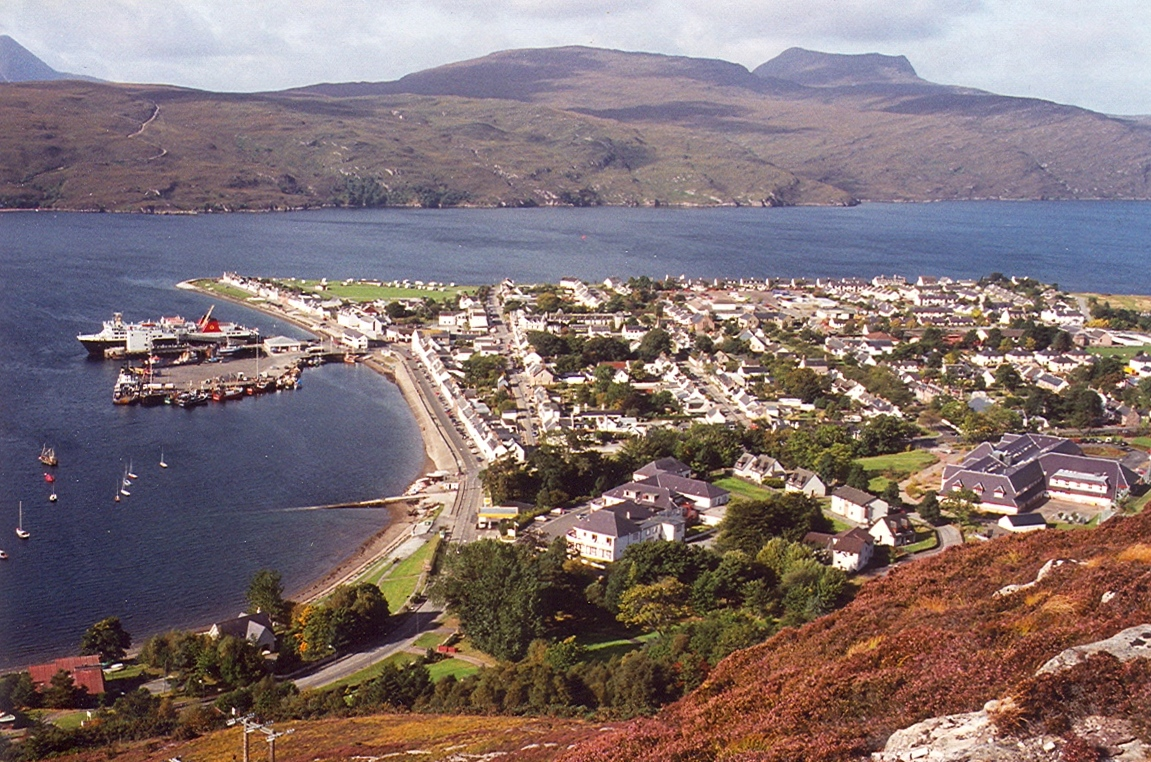
Vue aérienne d'Ullapool.